# Boroșești (okręg Vâlcea)
Boroșești – wieś w Rumunii, w okręgu Vâlcea, w gminie Sutești. W 2011 roku liczyła 623 mieszkańców.